# Benedicta de Dinamarca
Benedicta de Dinamarca, princesa de Sayn-Wittgenstein-Berleburg (Copenhaguen 1944). Batejada amb els noms de Benedicta, Àstrid, Ingeborg, i Íngrid és princesa de Dinamarca amb el tractament d'altesa reial.
Segona filla del rei Frederic IX de Dinamarca i de la princesa Íngrid de Suècia nasqué el 29 d'abril de 1944 a la capital danesa. És neta, per via paterna, del rei Cristià X de Dinamarca i de la duquessa Alexandrina de Mecklenburg-Schwerin en canvi per via materna ho és del rei Gustau VI Adolf de Suècia i de la princesa Margarida del Regne Unit. És germana de l'actual reina Margarida II de Dinamarca i de l'exreina Anna Maria de Grècia.
El 3 de febrer de 1968 es casà al castell de Fredensborg amb el príncep Ricard de Sayn-Wittgenstein-Berleburg. El príncep era fill del príncep Gustau Albert de Sayn-Wittgenstein-Berleburg i de l'aristòcrata francesa Margarida Fouchè. En el moment del casament, el príncep Ricard ja era el cap de la casa principesca de Sayn-Wittgenstein-Berleburg, ja que el seu pare desaparegué en el camp de batalla de la Segona Guerra Mundial.
La parella s'instal·là al castell de Berleburg. Han tingut tres fills:
- Gustau de Sayn-Wittgenstein-Berleburg (1969).

- Alexandra de Sayn-Wittgenstein-Berleburg (1970). Està casada amb el comte Jefferson de Pfeil and Klein-Ellguth.

- Natàlia de Sayn-Wittgenstein-Berleburg (1975). Està casada amb Alexander Johannsmann.